# Leonard Vechel
Leonard Vechel (ur. ok. 1527, zm. 9 lipca 1572 w Brielle) – holenderski kapłan, jeden z męczenników z Gorkum i święty Kościoła katolickiego.

## Życiorys
Pochodził z bogatej rodziny. W 1543 roku wstąpił na Uniwersytet w Leuven, a w 1547 roku otrzymał tytuł magistra w zakresie sztuk wyzwolonych i prawdopodobnie został wyświęcony na kapłana. W latach 1547–1556 studiował teologię w Papieskim Kolegium. Aresztowany w czasie prześladowań katolików przez kalwinistów. Za odmowę wyrzeczenia się wiary w obecność Chrystusa pod postaciami Eucharystycznymi i przywiązanie do papiestwa został stracony przez powieszenie. Beatyfikowany przez papieża Klemensa X 24 listopada 1675 roku, a kanonizowany przez papieża Piusa IX 29 czerwca 1867 roku.